# Atypophthalmus parvapiculatus
Atypophthalmus parvapiculatus är en tvåvingeart som först beskrevs av Alexander 1973.  Atypophthalmus parvapiculatus ingår i släktet Atypophthalmus och familjen småharkrankar. Inga underarter finns listade i Catalogue of Life.